# Kabinett Mintoff III
Das maltesische Kabinett Mintoff III wurde am 25. September 1976 von Premierminister Dom Mintoff von der Partit Laburista (PL) gebildet. Es löste das zweite Kabinett Mintoff ab und befand sich bis zum 20. Dezember 1981 im Amt.

## Geschichte

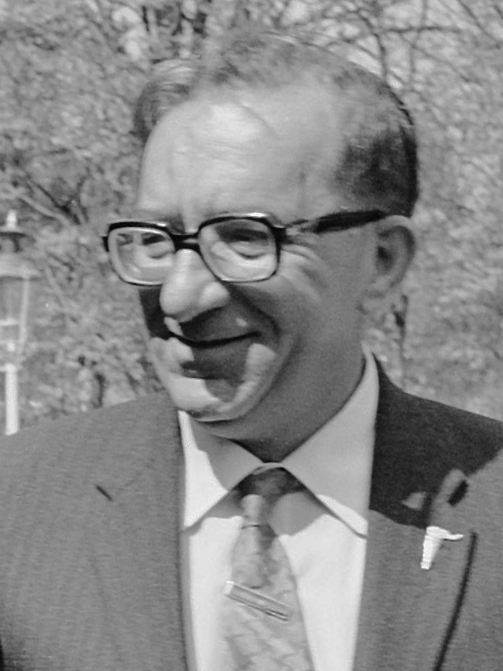
Dom Mintoff (1974)

Bei den Wahlen zum Repräsentantenhaus am 17. und 18. September 1976 kam es abermals zu einer Erweiterung der Mandate von 55 auf 65 Sitze, wobei auf die Partit Laburista Mintoffs 34 Abgeordnetenmandate entfielen und die Partit Nazzjonalista (PN) des früheren Premierministers Ġorġ Borg Olivier 31 Mandate bekam. Damit verfügte die PL weiterhin über eine absolute Mehrheit.
Wie im Truppenstationvereinbart zogen die letzten britischen Militäreinheiten am 31. März 1979 aus Malta ab (Freedom Day). Mintoff wurde speziell in Westeuropa für seine sowjetfreundliche Politik gerügt. Während seiner Amtszeit unterhielt Malta enge außenpolitische Beziehungen zur damaligen Sowjetunion und anderen Mitgliedern des Warschauer Paktes, zur Volksrepublik China, zu Nordkorea und im Rahmen der von ihm propagierten „gemeinsamen Mittelmeer-Identität“ auch zu Libyen. Am 11. März 1980 unterzeichnete er ein Verteidigungsabkommen mit dem nordafrikanischen Staat und weniger als ein Jahr später, am 26. Januar 1981, genehmigte Malta der Sowjetunion die Nutzung seiner Häfen. Im selben Jahr nahm man bei Ghar Lapsi an der Südwestküste in der Nähe der Tempelanlagen von Mnajdra die erste Meerwasserentsalzungsanlage des Landes in Betrieb und verminderte so den chronischen Wassermangel.
Bei den Wahlen vom 12. Dezember 1981 lag die PN unter ihrem neuen Vorsitzenden Eddie Fenech Adami mit 114.132 Wählerstimmen vor der PL Mintoffs, auf die 109.990 Stimmen entfielen. Aufgrund des Wahlrechts fielen auf die Partit Laburista allerdings weiterhin 34 Sitze, während die Partit Nazzjonalista 31 Mandate bekam. Im Anschluss bildete Mintoff sein viertes Kabinett.

## Minister
| Amt                                                                                         | Name                                                | Partei           | Anmerkungen |
| ------------------------------------------------------------------------------------------- | --------------------------------------------------- | ---------------- | --- |
| Premierminister, Außenminister, Minister für Commonwealth-Angelegenheiten und Innenminister | Dom Mintoff                                         | Partit Laburista | |
| Minister für Finanzen, Zölle und Investitionen                                              | Joseph „Guze“ Abela Joseph „Guze“ Cassar            | Partit Laburista | Abela: Amtszeit 25. September 1976 bis zum Rücktritt im Juli 1979 Cassar: Amtszeit 9. Juli 1979 bis Dezember 1981, davor Minister für Justiz, Parlamentarische Angelegenheiten, Ländereien und Wohnungsbau |
| Bildungsminister                                                                            | Joseph „Guze“ Cassar Philip Muscat                  | Partit Laburista | Cassar: Amtszeit 25. September bis 27. Dezember 1976 danach Minister für Justiz, Parlamentarische Angelegenheiten, Ländereien und Wohnungsbau Muscat: Amtszeit 27. Dezember 1976 bis Dezember 1981 |
| Handelsminister                                                                             | Patrick Holland                                     | Partit Laburista | seit Dezember 1978 Minister für Industrie und Handel und als solcherauf für halbstaatliche Industrie zuständig |
| Minister für Justiz, Parlamentarische Angelegenheiten, Ländereien und Wohnungsbau           | Anton Buttiġieġ Joseph „Guze“ Cassar Joseph Brincat | Partit Laburista | Buttiġieġ: Amtszeit 25. September bis zum Rücktritt am 27. Dezember 1976 Rücktritt wegen der Wahl zum Staatspräsidenten Cassar: Amtszeit 27. Dezember 1976 bis 9. Juli 1979, davor Bildungsminister, danach seit 9. Juli 1979 Minister für Finanzen, Zölle und Investitionen Brincat: Amtszeit 9. Juli 1979 bis Dezember 1981 |
| Ministerin für Arbeit, Beschäftigung, soziale Sicherheit und Kultur                         | Agatha Barbara                                      | Partit Laburista | |
| Gesundheitsminister                                                                         | Vincent Moran                                       | Partit Laburista | |
| Minister für öffentliche Arbeiten und Sport                                                 | Lorry Sant                                          | Partit Laburista | |
| Minister für wirtschaftliche Entwicklung, Energie, Häfen und Telekommunikation              | Wistin Abela                                        | Partit Laburista | |
| Minister für Industrie, Landwirtschaft und Fischerei                                        | Danny Cremona Alfred „Freddie“ Micallef             | Partit Laburista | Cremona: Amtszeit 25. September 1976 bis Dezember 1978, danach Tourismusminister Micallef: Minister für Landwirtschaft und Fischerei von Dezember 1978 bis Dezember 1981, davor Minister für halbstaatliche Industrie |
| Minister für halbstaatliche Industrie                                                       | Alfred „Freddie“ Micallef                           | Partit Laburista | Micallef: Amtszeit 25. September 1976 bis Dezember 1978, danach Minister für Landwirtschaft und Fischerei |
| Tourismusminister                                                                           | Daniel Piscopo Danny Cremona                        | Partit Laburista | Piscopo: Amtszeit 25. September 1976 bis zum Rücktritt im Dezember 1978 Cremona: Amtszeit Dezember 1978 bis Dezember 1981, davor Minister für Industrie, Landwirtschaft und Fischerei |